# 旧白毫院庭園
旧白毫院庭園（きゅうびゃくごういんていえん、きゅうはっこういんていえん ）は、滋賀県大津市にある日本庭園。国の名勝。坂本伝統的建造物群保存地区の伝統的建造物。

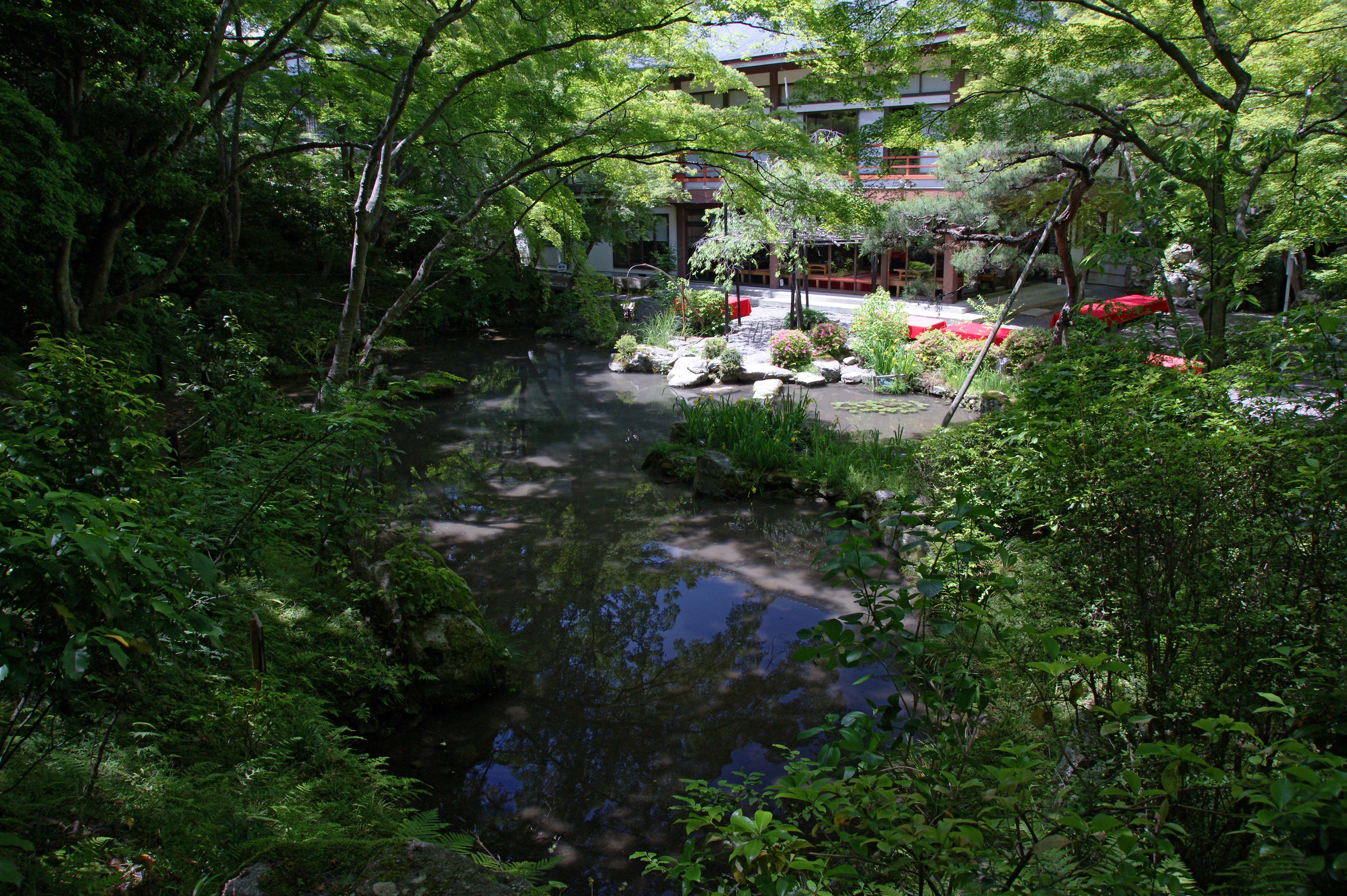
築山より

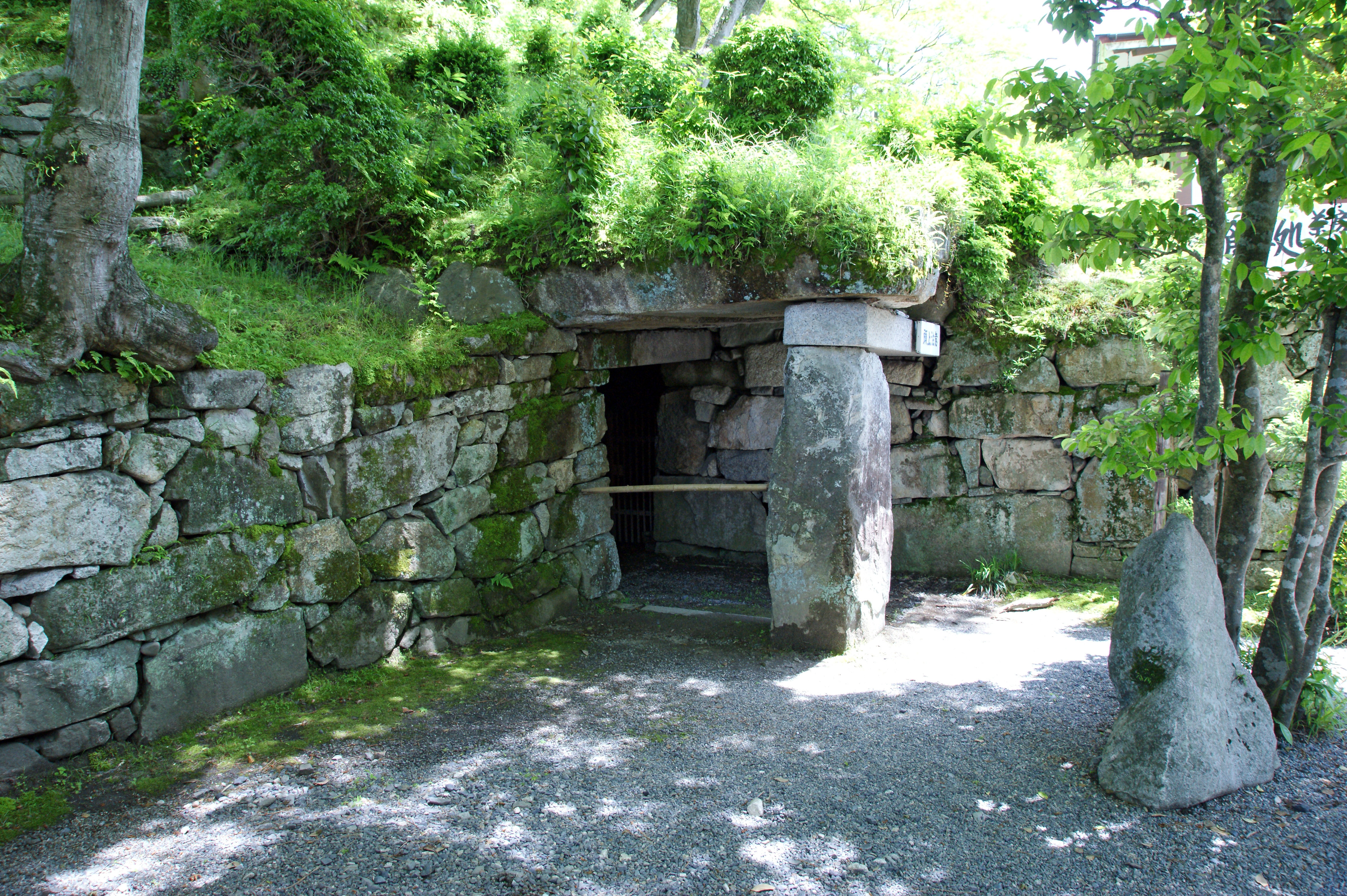
洞窟

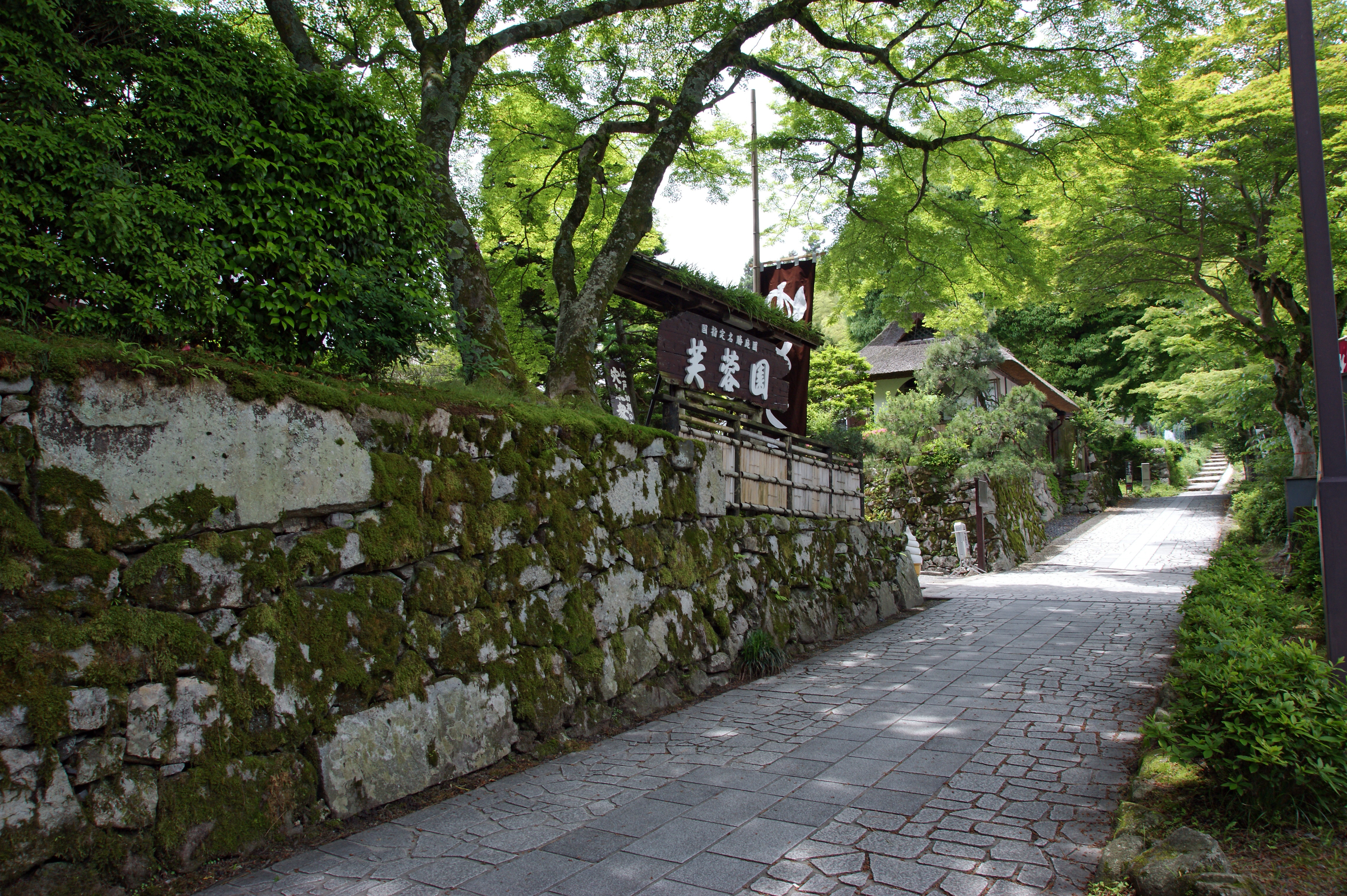
外構

## 概要
坂本の延暦寺里坊群の一つ、東塔東谷に属する白毫院境内に江戸時代初期に築造された回遊式庭園である。
明治時代初期に料亭芙蓉園の所有となった。庭園は江戸時代以前の景観をとどめており、穴太衆積みの洞窟、外構の石垣が現存する。

## 庭園内
- 洞窟 - 江戸時代初期寛永年間築造、出入口三箇所、上部は富士山形の築山、大津市指定文化財
- 白豪乃滝
- 枯滝三尊石
- 出島
- 沢渡り

## 利用情報
- 開園時間 - 9:30～21：00
- 所在地 - 〒520-0113 滋賀県大津市坂本4丁目5番17号

## 交通アクセス
- 京阪石山坂本線 坂本比叡山口駅 徒歩5分
- 湖西線 比叡山坂本駅 徒歩15分

## 周辺
- 旧竹林院庭園（向かい）
- 日吉大社
- 日吉東照宮